# 이화용
이화용(李和容, 1951년 1월 15일 ~ )은 대한민국의 정치인이다. 제26·27대 인천 동구청장을 역임했다. 종교는 천주교이며, 세례명은 요셉이다.

## 학력
- 인천송현초등학교 졸업
- 인천중학교 졸업
- 제물포고등학교 졸업(1969년)
- 서울대학교 항공공학과 3년(1969년 ~ 1972년,중퇴)

## 경력
- 동신목재공업 주식회사 이사
- 동아방부산업 주식회사 감사
- 한나라당 인천중구·동구·옹진군지구당 사무국장
- 한나라당 중구·동구·옹진군지구당 부위원장
- 한나라당 인천광역시당 윤리위원
- 2002. 07 ~ 2010.06 : 26~27대 인천 동구청장(2선, 한나라당)

## 역대 선거 결과
|  | 51.63% |

|  | 56.31% |